# Cortes de Lamego

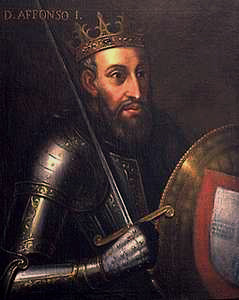
Le roi Alponse Ier de Portugal

On désigne sous le nom de Cortes de Lamego la réunion des Cortes portugaises qui se serait tenue en 1139 ou 1143 dans la ville éponyme.
Ces Cortes auraient réuni l'ensemble de la noblesse et du clergé du comté de Portugal, ainsi que les représentants des municipalités (procuradores dos concelhos). Cette assemblée aurait élu Alphonse Henriques comme premier roi de Portugal et institué les règles de succession dans le nouveau royaume. Ainsi, les femmes ne sont pas exclues du système successoral mais celles-ci ne peuvent épouser un étranger au royaume. Dans le cas contraire, l'époux étranger ne saurait se prévaloir du titre de Roi de Portugal, ni envisager de régner conjointement avec son épouse.
Longtemps tenue pour indiscutable par l'historiographie portugaise, son existence est remise en cause au XIXe siècle par l'historien Alexandre Herculano. Ces lois feront l'objet d'une intense dispute constitutionnelle au XIXe siècle, étant au centre du conflit entre D. Pedro et D. Miguel.